# Хановерски панаир
Хановерският панаир (на немски: Hannover Messe) е най-големият панаир не само в Германия, но и в света изобщо.
Провежда се ежегодно (през април) в гр. Хановер, провинция Долна Саксония. Обикновено има около 6000 изложители и се приемат към 250 000 посетители.
Първият Hannover Messe е проведен през 1947 година в сграда на запазена фабрика в град Лацен, Долна Саксония под ръководството на Британската военна администрация за стимулиране на промишлената активност в рамките на следвоенното възстановяване на Германия.
ПХрез 1980-те години развитието на телекомуникационната промишленост и информатиката карат Deutsche Messe AG - организаторите на изложението, да разделят панаира, отделяйки посочените области в самостоятелната изложба CeBIT.